# SWOT analiza
SWOT analiza (ali matrika SWOT) je tehnika strateškega načrtovanja in strateškega upravljanja, ki se uporablja za pomoč osebi ali organizaciji pri prepoznavanju prednosti, slabosti, priložnosti in groženj, povezanih s poslovno konkurenco ali načrtovanjem projekta. Včasih se imenuje ocena situacije ali analiza situacije.  Dodatni akronimi, ki uporabljajo iste komponente, vključujejo TOWS in WOTS-UP.
Ta tehnika je zasnovana za uporabo v predhodnih fazah procesov odločanja in se lahko uporablja kot orodje za vrednotenje strateškega položaja organizacij različnih vrst (profitna podjetja, lokalne in nacionalne vlade, nevladne organizacije itd.).  Namenjen je prepoznavanju notranjih in zunanjih dejavnikov, ki so ugodni in neugodni za doseganje ciljev podviga ali projekta. Uporabniki analize SWOT pogosto postavljajo vprašanja in odgovarjajo nanje, da ustvarijo pomembne informacije za vsako kategorijo, da postane orodje uporabno in ugotovijo svojo konkurenčno prednost. SWOT je bil opisan kot preizkušeno orodje strateške analize , vendar je bil tudi kritiziran zaradi svojih omejitev, zato so bile razvite alternative.

## Pregled
Ime SWOT je akronim za štiri komponente, ki jih tehnika preučuje:
- Prednosti (angl. Strengths): značilnosti podjetja ali projekta, ki mu dajejo prednost pred drugimi
- Slabosti (angl. Weaknesses): lastnosti, ki podjetje ali projekt postavljajo v slabši položaj glede na druge
- Priložnosti (angl. Opportunities): elementi v okolju, ki bi jih podjetje ali projekt lahko izkoristil v svojo korist
- Grožnje (angl. Threats): elementi v okolju, ki bi lahko povzročili težave podjetju ali projektu

Rezultati ocenjevanja so pogosto predstavljeni v obliki matrike ali preprosto kot odstavki.

## Notranji in zunanji dejavniki
Prednosti in slabosti se običajno obravnavajo kot notranje, medtem ko se priložnosti in grožnje običajno obravnavajo kot zunanje. Stopnja, do katere se notranje prednosti podjetja ujemajo z zunanjimi priložnostmi, je izražena s konceptom strateškega ujemanja.
Notranji dejavniki se obravnavajo kot prednosti ali slabosti glede na njihov učinek na cilje organizacije. Kar lahko predstavlja prednosti v zvezi z enim ciljem, je lahko slabost (motnje, konkurenca) za drug cilj. Dejavniki lahko vključujejo osebje, finance, proizvodne zmogljivosti in vse 4P-je marketinške mešanice.
Zunanji dejavniki vključujejo makroekonomijo, tehnološke spremembe, zakonodajo in družbeno-kulturne spremembe ter spremembe na trgu.
Številni avtorji zagovarjajo ocenjevanje zunanjih dejavnikov pred notranjimi dejavniki.

## Uporaba
Analiza SWOT je bila uporabljena na različnih ravneh analize na mnogih področjih. Ne samo v organizacijah, ki iščejo dobiček. Primeri vključujejo neprofitne organizacije, vladne enote in posameznike. Analiza SWOT se lahko uporablja tudi pri načrtovanju pred krizo in preventivnem kriznem upravljanju. Analiza SWOT se lahko uporabi tudi pri oblikovanju priporočila med študijo/raziskavo o sposobnosti preživetja.
Baze podatkov o naročninah, ki so na voljo v številnih knjižnicah, kot sta Business Source Elite in Gale Business Insights, redno ustvarjajo nove SWOT analize podjetij.

### Gradnja strategije
Analizo SWOT lahko uporabimo za izgradnjo organizacijske ali osebne strategije. Koraki, potrebni za izvedbo strateško usmerjene analize, vključujejo identifikacijo notranjih in zunanjih dejavnikov (pogosto z uporabo priljubljene matrike 2 × 2), izbor in vrednotenje najpomembnejših dejavnikov ter identifikacijo odnosov, ki obstajajo med notranjimi in zunanjimi značilnostmi.
Na primer, močna razmerja med močmi in priložnostmi lahko kažejo na dobre razmere v podjetju in omogočajo uporabo agresivne strategije. Po drugi strani pa bi močne interakcije med slabostmi in grožnjami lahko analizirali kot potencialno opozorilo in nasvet za uporabo obrambne strategije.

### Ujemanje in pretvorba
Eden od načinov uporabe SWOT je ujemanje in pretvorba. Ujemanje se uporablja za iskanje konkurenčne prednosti z usklajevanjem prednosti in priložnosti. Druga taktika je pretvorba slabosti ali groženj v prednosti ali priložnosti. Primer strategije konverzije je iskanje novih trgov. Če groženj ali slabosti ni mogoče spremeniti, naj jih podjetje poskuša zmanjšati ali se jim izogniti.

## Korporativno načrtovanje
Kot del razvoja strategij in načrtov, ki organizaciji omogočajo doseganje ciljev, bo ta organizacija uporabljala sistematičen/strog proces, znan kot korporativno načrtovanje. SWOT se poleg PEST
PEST analiza lahko uporablja kot podlaga za analizo notranjih in okoljskih dejavnikov.
Korporativno načrtovanje vključuje korake, kot so:
- Določanje ciljev – opredelitev, kaj bo organizacija počela
- Skeniranje okolja
- Notranje ocene organizacije – ocena trenutnega stanja ter portfelja izdelkov/storitev in analiza življenjskega cikla izdelka/storitve
- Analiza obstoječih strategij – to bi moralo določiti ustreznost iz rezultatov notranje/zunanje ocene in lahko vključuje analizo vrzeli okoljskih dejavnikov
- Opredelitev strateških vprašanj – ključni dejavniki pri razvoju korporativnega načrta, ki jih mora obravnavati organizacija
- Razvijanje novih/revidiranih strategij – revidirana analiza strateških vprašanj lahko pomeni, da je treba cilje spremeniti
- Vzpostavitev kritičnih dejavnikov uspeha – doseganje ciljev in izvajanje strategije
- Priprava operativnih, resursnih in projektnih načrtov za izvajanje strategije
- Spremljanje vseh rezultatov – preslikava v primerjavi z načrti, korektivni ukrepi, ki lahko pomenijo spremembo ciljev/strategij

## Trženje
Pri analizi konkurentov tržniki zgradijo podrobne profile vsakega konkurenta na trgu, pri čemer se osredotočajo zlasti na njihove relativne konkurenčne prednosti in slabosti z uporabo analize SWOT. Vodje trženja bodo preučili strukturo stroškov vsakega konkurenta, vire dobička, vire in kompetence, konkurenčni položaj in diferenciacijo izdelkov, stopnjo vertikalne integracije, zgodovinske odzive na razvoj industrije in druge dejavnike.
Vodstvo trženja pogosto ugotovi, da je treba vlagati v raziskave, da bi zbrali podatke, potrebne za izvedbo natančne marketinške analize. V skladu s tem vodstvo pogosto izvaja tržne raziskave (izmenično trženjske raziskave), da pridobi te informacije. Tržniki uporabljajo različne tehnike za izvajanje tržnih raziskav, med pogostejšimi pa so:
- Kvalitativne marketinške raziskave, kot so fokusne skupine
- Kvantitativne trženjske raziskave, kot so statistične raziskave
- Eksperimentalne tehnike, kot so testni trgi
- Tehnike opazovanja, kot je etnografsko opazovanje (na kraju samem).
- Vodje trženja lahko oblikujejo in nadzirajo tudi različne postopke skeniranja okolja in konkurenčnega obveščanja, da pomagajo prepoznati trende in informirajo marketinško analizo podjetja.

Spodaj je primer SWOT analize tržnega položaja majhnega svetovalnega podjetja za upravljanje s specializacijo na področju upravljanja človeških virov (HRM).

## V družabnih organizacijah
Analiza SWOT je bila uporabljena pri delu v skupnosti kot orodje za prepoznavanje pozitivnih in negativnih dejavnikov v organizacijah, skupnostih in širši družbi, ki spodbujajo ali zavirajo uspešno izvajanje socialnih storitev in prizadevanj za družbene spremembe. Uporablja se kot predhodni vir za ocenjevanje prednosti, slabosti, priložnosti in nevarnosti v skupnosti, ki ji služi neprofitna organizacija ali organizacija skupnosti.
Prednosti in slabosti (notranji dejavniki znotraj organizacije):
- Človeški viri – osebje, prostovoljci, člani upravnega odbora, ciljna populacija
- Fizični viri - lokacija organizacije, zgradba, oprema
- Finančne – donacije, agencije za financiranje, drugi viri dohodka
- Dejavnosti in procesi – izvedeni programi, uporabljeni sistemi
- Pretekle izkušnje – gradniki učenja in uspeha, ugled organizacije v skupnosti
- Priložnosti in nevarnosti (zunanji dejavniki, ki izhajajo iz skupnosti ali družbenih sil):

- Prihodnji trendi na področju organizacije ali družbe
- Gospodarstvo – lokalno, nacionalno ali mednarodno
- Viri financiranja - fundacije, donatorji, zakonodajalci
- Demografski podatki—spremembe v starosti, rasi, spolu, kulturi tistih na območju storitev organizacije
- Fizično okolje – ali je stavba v rastočem delu mesta? Ali avtobusno podjetje ukinja proge?
- Zakonodaja – ali nove vladne zahteve otežujejo ali olajšajo delo?
- Lokalni, nacionalni ali mednarodni dogodki

Čeprav je bila analiza SWOT prvotno zasnovana kot organizacijska metoda za podjetja in industrije, je bila ponovljena v delu skupnosti kot orodje za prepoznavanje zunanje in notranje podpore za boj proti notranjemu in zunanjemu nasprotovanju. Understanding the particular community can be helped via public forums, listening campaigns, and informational interviews and other data collection. Razumevanje določene skupnosti je mogoče pomagati z javnimi forumi, kampanjami poslušanja in informativnimi intervjuji ter drugim zbiranjem podatkov. Analiza SWOT zagotavlja smer za naslednje faze procesa sprememb. Organizatorji skupnosti in člani skupnosti so jo uporabljali za spodbujanje socialne pravičnosti v kontekstu prakse socialnega dela.

## Omejitve in alternative
SWOT analiza je mišljena kot izhodišče za razpravo in sama po sebi ne more vodjem pokazati, kako doseči konkurenčno prednost, zlasti v hitro spreminjajočem se okolju.
V zelo citirani kritiki iz leta 1997, "SWOT analiza: Čas je za odpoklic izdelka", sta Terry Hill in Roy Westbrook opazila, da je ena izmed mnogih težav analize SWOT, kot se pogosto izvaja, ta, da "nihče pozneje ni uporabil izhodov [iz analiza SWOT] v kasnejših fazah strategije." Hill in Westbrook sta med drugim kritizirala tudi na hitro oblikovane sezname SWOT. Drugi primeri morebitnih pasti v praksi so: zaskrbljenost z eno samo močjo, kot je nadzor stroškov, kar vodi v zanemarjanje slabosti, kot je kakovost izdelkov;  in prevlado enega ali dveh članov ekipe, ki izvajata analizo SWOT in morebitno razvrednotenje. pomembni prispevki drugih članov ekipe. Ugotovljene so bile številne druge omejitve. Many other limitations have been identified.
Michael Porter je razvil okvir petih sil kot reakcijo na SWOT, ki se mu je zdel premalo strog in preveč ad hoc.
Profesorji gospodarstva so predlagali različne načine za odpravo pogostih težav in omejitev analize SWOT ob ohranjanju okvira SWOT.